# Talca
Talca er en by og en kommune i Chile. Den er hovedby i Maule-regionen og i Talca-provinsen. Byen har 193.755 indbyggere, og kommunen har 201.142 indbyggere, og den ligger 255 km syd for landets hovedstad, Santiago.
Byen er et økonomisk vigtigt centrum med basis i landbrug (hvede- og vinproduktion) samt fremstillingsvirksomheder. Byen huser flere uddannelsesinstitutioner, heriblandt Talca Universitet og Maule Katolske Universitet.
Indbyggerne har en talemåde: "Talca, Paris & London", som stammer fra en hattebutik, der havde et bånd hængende med udsagnet om, at den også havde butikker i Paris og London; butikken var ejet af en fransk immigrant ved navn Jean-Pierre Lagarde.

## Demografi
Ifølge folketællingen i 2012 har kommunen et areal på 231,5 km² og et indbyggertal på 201.142 (96.810 mænd og 104.987 kvinder), hvoraf 193.755 (96 %) boede i selve byen. I perioden fra folketællingen i 1992 til 2005 steg befolkningstallet med 10,5 % (18.002 personer).

## Historie
Byen blev grundlagt i 1692 af Tomás Marín de Poveda, men den egentlige grundlæggelse fandt sted 12. maj 1742 af José Manso de Velasco, som gav den navnet Villa San Agustín de Talca. Byen spillede en rolle i Chiles historie, idet Bernardo O'Higgins erklærede landets selvstændighed i Talca i 1818.
Byen blev delvist ødelagt af jordskælv i 1928 og 2010 og blev i begge tilfælde genopbygget bagefter. Epicenteret for skælvet i 2010 lå tæt på Talca, og store dele af byens historiske bymidte blev ødelagt.

## Geografi
Byen ligger lige syd for det sted, hvor de to små floder Lircay og Claro løber sammen, inden de lidt vest for byen løber til floden Maule. Den panamerikanske landevej går gennem byen og deler den i en vestlig og en østlig del.
Talca har middelhavsklima med tørre somre og fugtige vintre, men dog varmere om sommeren og koldere om vinteren end kystbyer som Valparaíso og Concepción.
```

```